# Televisión digital terrestre híbrida
La Televisión digital terrestre híbrida, más conocida como TDT Híbrida es una tecnología que permite acceder pulsando el botón rojo a contenidos ofrecidos por las cadenas de la TDT, a través de Internet, desde el mismo canal de TDT.
TDT Híbrida es una especificación española de TV interactiva que integra TDT e Internet en una sola experiencia de usuario. La especificación TDT Híbrida recoge los acuerdos Subgrupo 4 del Grupo de trabajo 7 del Foro de la TV digital en el que participaron fabricantes de equipos, cadenas de televisión y las principales empresas del sector audiovisual.
La especificación TDT Híbrida está basada en las recomendaciones del Foro de la TDT y la declaración de los radiodifusores respecto a los sistemas de protección de contenidos DRM, necesarios para proteger los contenidos.
TDT Híbrida contempla entre otros puntos el seguimiento por parte de fabricantes y cadenas de televisión del estándar europeo HbbTV.

## Historia

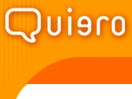
Logo de Quiero Televisión

En 1999, Retevisión inicia el despliegue de la TDT a nivel nacional, y bajo la plataforma Quiero TV, ofrecie los contenidos tradicionales de la televisión analógica y otros nuevos de pago con nuevos operadores, así como servicio de acceso a internet.
En 2011 el subgrupo 4 del grupo de trabajo 7 del Foro Técnico de la TV Digital, bajo la coordinación de AEDETI (Asociación de empresas de TV Digital Interactiva), publicó las recomendaciones para la TV interactiva en España. En 2012 el Foro Técnico de la TV Digital añadió un anexo a la recomendación sobre TV interactiva en el que se definían aspectos técnicos como el streaming adaptativo MPEG DASH  necesarios para garantizar la interoperabilidad de receptores. Las recomendaciones también definían el papel de la entidad de certificación.
Los radiodifusores a su vez publicaron una declaración indicando su preferencia por los DRM Marlin y PlayReady para la protección de contenidos. Abertis Telecom (actualmente Cellnex Telecom y anteriormente Retevisión) fue reconocida como entidad de certificación por algunos radiodifusores. Como entidad de certificación propuso el logo y la especificación TDT Híbrida basada en las recomendaciones del Foro técnico de la TV digital y las recomendaciones de los radiodifusores.
En 2017 se publicó en el Foro Técnico de la Televisión Digital una actualización de la recomendación española para receptores interactivos en la que se recomienda el uso de HbbTV 2.0.1. La especificación TDT Híbrida se actualizó en consecuencia a TDT Híbrida 2.0 

## Especificación TDT Híbrida
La TDT Híbrida es una especificación que agrupa distintas especificaciones entre las que destacan:
- HbbTV 1.5. Esta especificación incluye de forma añadida a la primera versión de HbbTV los siguientes aspectos:
  - Streaming adaptativo MPEG DASH para VoD.
  - Streaming adaptativo MPEG DASH para contenidos en directo.
  - Acceso a la información de EPG futura.
- Existencia en el receptor de un DRM de los siguientes:
  - Marlin.
  - Playready.
- Configuración española de algunos parámetros como es la necesidad de que HbbTV esté activado por defecto en los receptores.
- Cumplimiento de la recomendación española sobre TDT.

Aquellos receptores que tienen HbbTV en su primera versión y tienen HbbTV activado por defecto son considerados receptores parcialmente compatibles con TDT Híbrida

## Servicios TDT Híbrida
En España están emitiendo servicios compatibles con la TDT Híbrida los siguientes radiodifusores:
Emisiones con cobertura en toda España:
- RTVE Servicio de Botón Rojo.
- La Sexta.
- GolT.
- OrbytTV.
- Radio María.
- Vaughan Radio.

Emisiones autonómicas:
- TV3 (Cataluña).
- Telemadrid (Madrid).
- EITB (País Vasco).
- Canal Sur (Andalucía).
- TVG (Galicia).
- RTVC (Canarias).
- IB3 (Baleares).
- 7RM (Murcia).

Emisiones locales:
- Lux Mallorca.
- TeleB (Badalona).

## Fabricantes con dispositivos TDT Híbrida
Existen dispositivos totalmente compatibles con la especificación TDT Híbrida de los fabricantes siguientes:
- Panasonic
- Philips
- Sony
- LG
- Sony
- Vestel

Existen dispositivos parcialmente compatibles con TDT Híbrida de los siguientes fabricantes:
- Samsung
- Televés
- Sony